# Miral
Almir Franco de Lima (São Paulo, 19 de outubro de 1957), mais conhecido como Miral, é um ex-jogador brasileiro de futebol de salão, que atuava na posição de pivô. Ele fez parte da Seleção Brasileira de Futebol de Salão que conquistou o primeiro título mundial em 1982.